# Modelarz
Modelarz – miesięcznik wydawany od maja 1955 roku przez Ligę Obrony Kraju. Zajmuje się modelarstwem kołowym, okrętowym, lotniczym i rakietowym oraz makietowym. Zamieszcza plany modelarskie,  porady praktyczne dla modelarzy różnych kategorii oraz relacje i reportaże z imprez i zawodów modelarskich w Polsce i na świecie.
„Modelarz” w 1984 r. otrzymał honorowe wyróżnienie od Międzynarodowej Federacji Lotniczej (FAI) za 30 letnią działalność i popularyzację sportu modelarskiego.
Od numeru 3/2020 wydawanie „Modelarza” zostało zawieszone z powodu pandemii COVID-19.